# Acworth (Georgia)
Acworth – miasto w Stanach Zjednoczonych, w stanie Georgia, w hrabstwie Cobb.